# Minor Mishaps
Pour plus de détails, voir Fiche technique et Distribution.
Minor Mishaps (Små ulykker) est une comédie dramatique danoise réalisée par Annette K. Olesen et sortie en 2002.
Le film a remporté plusieurs prix dont le Blaue Engel (L'Ange bleu) au Festival de Berlin 2002. Il a été nommé pour l'European Discovery of the Year aux European Film Awards.
L'action du film se déroule à Amager, au Danemark.

## Fiche technique
- Titre : Minor Mishaps
- Titre original : Små ulykker
- Réalisation : Annette K. Olesen
- Scénario : Kim Fupz Aakeson
- Musique : Jeppe Kaas
- Photographie : Morten Søborg
- Montage : Nicolaj Monberg
- Production : Ib Tardini
- Société de production : Zentropa
- Pays :  Danemark et  Suède
- Genre : Comédie dramatique
- Durée : 109 minutes
- Dates de sortie : 
  -  Danemark : 15 septembre 2002

## Distribution
- Jørgen Kiil : John
- Maria Rich : Marianne (comme Maria Würgler Rich)
- Henrik Prip : Tom
- Jesper Christensen : Søren Kreiberg
- Jannie Faurschou : Eva
- Vigga Bro : Ulla Olsen, mother
- Martin Madsen : Politiken colleague
- Jesper Hyldegaard : Anders, Tom's colleague
- Karen-Lise Mynster : Hanne
- Mads Wille : Young man (as Mads Michael Wille)
- Pia Rosenbaum : Hekla
- Oliver Appelt Nielsen : Martin Olsen, Tom's son
- Gustav Sogaard Jakobsden : Hasse Olsen, Tom's son (comme Gustav Søgaard Jakobsen)
- Julie Wieth : Lisbeth
- Tina Gylling Mortensen : Ellen
- Kristian Leth : Pelle Olsen
- Lars Oluf Larsen : Minister
- Heine Ankerdal : Peter Berger
- Petrine Agger : Britt
- Martin Buch : Date
- Nicolas Bro : Hospital porter
- Andrea Dalsby : Girl in hospital bed
- Lars Ranthe : Worker
- Sevik Perl : Heart doctor (comme Zeev Sevik Perl)
- Michael Hasselflug : Worker
- Benjamin Boe Rasmussen : Worker
- Sara Bro : Ninna, Pelle's girlfriend
- Emil Vahl Nielsen : Niklas
- Birgitte Prins : Nurse
- Ole Dupont : Læge